# Papp József (politikus)
Papp József Lajos (Szombathely, 1960. február 24. –) magyar politikus, országgyűlési képviselő.

## Életpályája

### Iskolái
1979–1983 között a Szombathelyi Tanárképző Főiskola könyvtár-magyar szakos hallgatója volt.

### Pályafutása
1983–1987 között Tapolcán általános iskolai pedagógus volt. 1989–1991 között a DEMISZ (Demokratikus Ifjúsági Szövetség) Veszprém megyei elnöke volt. 1990–1991 között országos ügyvivő volt. 1991-ben hazaköltözött Csornára. 1991–1994 között Csornán hírdetési újságokat kiadó magánvállalkozóként dolgozott.

### Politikai pályafutása
1987–1989 között a KISZ Veszprém Megyei Bizottságának titkára volt. 1991-ben a csornai Polgármesteri Hivatal tanulmányi felügyelője volt. 1994-ben és 1998-ban országgyűlési képviselőjelölt volt. 1994–2002 között a Győr-Moson-Sopron Megyei Önkormányzat tagja volt. 1994–2006 között Csorna polgármestere (1994–1998: MSZP-SZDSZ; 1998–2006: MSZP) volt. 1996 óta az MSZP tagja. 1998–2003 között ügyvezető alelnök volt. 1998–2007 között a Baloldali Önkormányzati Közösség alelnöke volt. 2000–2003 között az MSZP Győr-Moson-Sopron megyei elnöke volt. 2002–2006 között az Önkormányzati Bizottság, valamint az Európai integrációs albizottság tagja volt. 2002–2010 között országgyűlési képviselő (2006-2010: Győr-Moson-Sopron megye) volt. 2003-ban és 2004-ben az MSZP frakcióvezető-helyettese volt. 2006-ban polgármesterjelölt volt. 2006 óta önkormányzati képviselő. 2006–2007 között az Egészségügyi bizottság tagja volt. 2006–2010 között az Önkormányzati és területfejlesztési bizottság tagja volt.

## Családja
Szülei: Papp József és Tóth Mária voltak. Felesége, Tárkányi Mária. Négy gyermeke született: Nóra (1985–), Levente (1988–), Zsófia (1991–) és Gergely (1994–).